# Садчиковка
Садчико́вка (каз. Садчиков) — село у складі Костанайського району Костанайської області Казахстану. Адміністративний центр Садчиковського сільського округу.
Населення — 2426 осіб (2021; 2947 у 2009, 2259 у 1999, 2177 у 1989).